# Santa Monica (titre cardinalice)
La diaconie cardinalice de Santa Monica est érigée par le pape François le 30 septembre 2023 et rattachée à l'église homonyme (it) construite en 1941.

## Titulaires
- Robert Francis Prevost (30 septembre 2023 - 6 février 2025)